# Al-Fadghami
Al-Fadghami (arabsko الفدغمي) je vas na jugu Guvernata al-Hasakah v severovzhodni Siriji. Leta 2004 je imel 5.062 prebivalcev.

## Katunan
Gomila (tell) v vasi bi lahko bil staroveški Katunan, provincialno središče kraljestva Mari (5. tisočletja pr. n. št. - 1759 pr. n. št.). Katunan bi lahko bil istoveten z mestom "Gu-da-da-num", omenjenim v Tablicah iz Eble. Asirci so Katunan poznali kot "Katni", "Katnu" in "Ka-tu-un".